# Pellizzano
Pellizzano (IPA: /pelliʦˈʦano/, Pliciàn in solandro, Plicià nella parlata locale) è un comune italiano di 775 abitanti della provincia di Trento.

## Geografia fisica
Il territorio comunale di Pellizzano si estende nella parte occidentale della Val di Sole ed è attraversato dal torrente Noce. Il nucleo a cui si deve il nome del comune si trova in una zona pianeggiante a fondovalle, mentre le due frazioni di Castello e Termenago dominano la valle dal versante settentrionale.

## Storia
La più antica attestazione storica del toponimo di Pellizzano si ritrova in un documento datato 1211, nel quale è riportata la citazione di un tal «Bertoldi, fratris eius de Plezano». A quel tempo, nel quale si registrano anche le prime menzioni storiche di Castello e Termenago, il territorio di Pellizzano costituiva un'unica comunale assieme alle frazioni di Ognano, Claiano e Darbi, con quest'ultima in seguito scomparsa (probabilmente per via di uno smottamento).
Durante il Principato vescovile di Trento, le controversie agro-pastorali che vedevano spesso contrapposti gli abitanti di Pellizzano a quelli di Termenago o di altri centri della zona venivano risolte nella piazza antestante alla chiesa di Santa Maria.
Sotto la dominazione napoleonica, Pellizzano fu interessato da un rilevante fenomeno di emigrazione.
Nel 1929 il centro di Pellizzano fu costituito a sede municipale di un territorio che, oltre alle frazioni di Castello e Termenago, comprendeva anche Ossana. La decisione fu tuttavia abrogata nel secondo dopoguerra, quando Ossana riacquisì l'autonomia comunale. Nel 2019, le popolazioni dei due comuni hanno bocciato la proposta di una fusione tra Pellizzano e Ossana.

## Monumenti e luoghi d'interesse

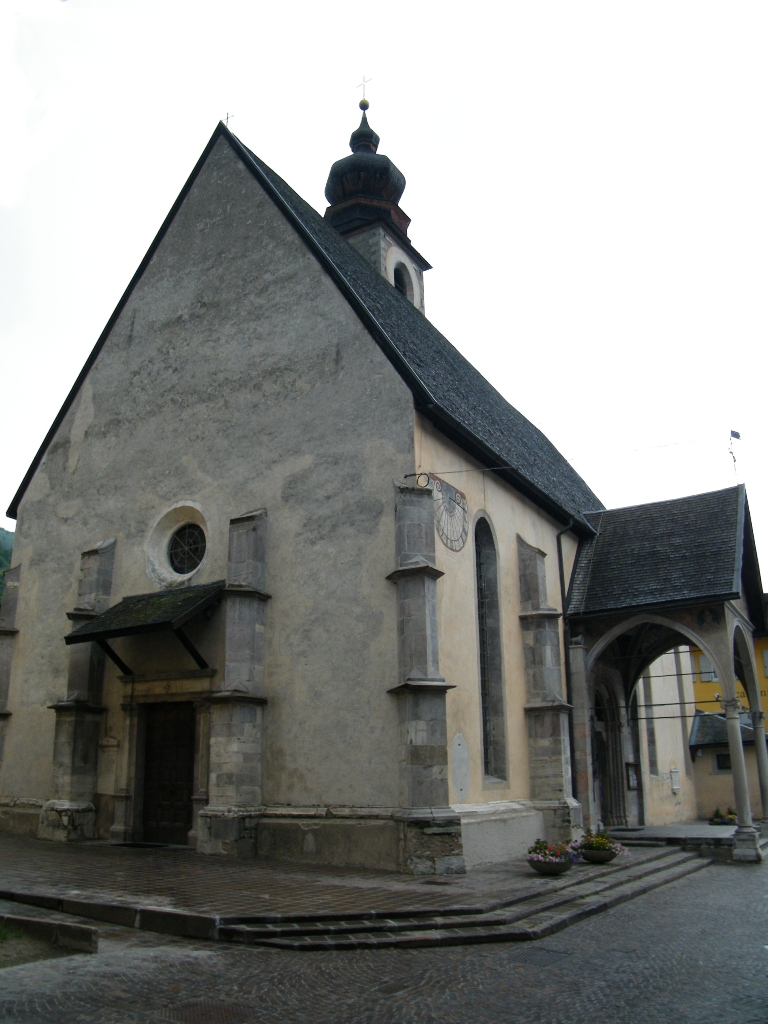
Chiesa parrocchiale Madonna delle Grazie

- Chiesa della Natività di Maria, nota per lo stile architettonico e per gli affreschi attribuiti alla famiglia Baschenis.
- Chiesa di San Nicolò vecchia e chiesa di San Nicolò nuova a Termenago.
- Chiesa di San Donato a Castello.

## Società

### Evoluzione demografica
Abitanti censiti

### Lingue e dialetti
A differenza di quanto avviene nei paesi limitrofi e delle stesse frazioni di Castello e Termenago, il dialetto di Pellizzano è caratterizzato da un'inflessione chiaramente lombarda.

## Amministrazione
| Periodo           | Periodo           | Primo cittadino     | Partito                     | Carica  | Note |
| ----------------- | ----------------- | ------------------- | --------------------------- | ------- | ---- |
| 15 giugno 1985    | 24 maggio 1990    | Silvano Gallina     | IND                         | Sindaco |      |
| 24 maggio 1990    | 12 dicembre 1994  | Silvano Gallina     | Partito Socialista Italiano | Sindaco |      |
| 5 maggio 1995     | 15 maggio 2000    | Michele Bontempelli | Lista civica                | Sindaco |      |
| 31 maggio 2000    | 9 maggio 2005     | Michele Bontempelli | Lista civica                | Sindaco |      |
| 9 maggio 2005     | 17 maggio 2010    | Michele Bontempelli | Lista civica                | Sindaco |      |
| 17 maggio 2010    | 11 maggio 2015    | Vanni Tomaselli     | Lista civica                | Sindaco |      |
| 11 maggio 2015    | 21 settembre 2020 | Dennis Cova         | Lista civica                | Sindaco |      |
| 21 settembre 2020 | in carica         | Francesca Tomaselli | Lista civica                | Sindaco |      |

## Sport
Sono presenti due trampolini scuola per il salto con gli sci. Il primo denominato "Scuola" è un HS 21 con punto K 20 mentre il secondo denominato ""Val di Sole"" è un HS 38 con Punto K 35. Vi è la possibilità di utilizzarli sia nel periodo invernale che in quello estivo.
Nel 2018 viene finanziata la realizzazione del nuovo trampolino HS66, di un impianto di risalita, di una tribuna e di una palazzina servizi.